# Onthophagus uniformis
Onthophagus uniformis es una especie de insecto del género Onthophagus, familia Scarabaeidae, orden Coleoptera.
Fue descrita científicamente por Heyden en 1886.